# Pikhtatx
Pikhtatx (en rus: Пихтач) és un poble (un raziezd) de l'óblast de Kémerovo, a Rússia, que en el cens del 2010 tenia 13 habitants, pertany al districte de Taigà.